# Possédées de Morzine
Les possédées de Morzine est le nom donné à un phénomène collectif de possession, appelé mal de Morzine, ayant eu lieu au XIXe siècle sur la commune de Morzine en Haute-Savoie.

## Historique
Pendant environ treize ans, de 1857 à 1870, plusieurs dizaines de femmes de Morzine furent prises de convulsions, d’hallucinations, de crises de somnambulisme. Elles se disaient possédées par des diables. 
Le docteur Augustin Constans, inspecteur général des asiles et un des médecins qui examinèrent les malades, qualifièrent ces faits d’« épidémie d’hystéro-démonopathie ». La psychiatrie contemporaine pourrait qualifier ces crises de « trouble de conversion ». 

Cette affaire eut, à une époque où la psychiatrie était une spécialité balbutiante, une grande publicité. Des revues scientifiques se firent écho des faits,,, Joseph Arthaud, médecin aliéniste de l'asile du Vinatier à Bron notamment vint examiner les Morzinoises. Magnétiseurs et spirites firent aussi le déplacement,. Un magnétiseur organise une cérémonie dans une église en ruine où l'on éventre un chien pour lui arracher le foie. Ce foie est lardé à coup de sabres, enterré au milieu de la chapelle, chargé de toutes les malédictions des assistants avec force signe et paroles cabalistiques du magnétiseur Le spirite Allan Kardec se rendit à Morzine avant d’être refoulé par les gendarmes.

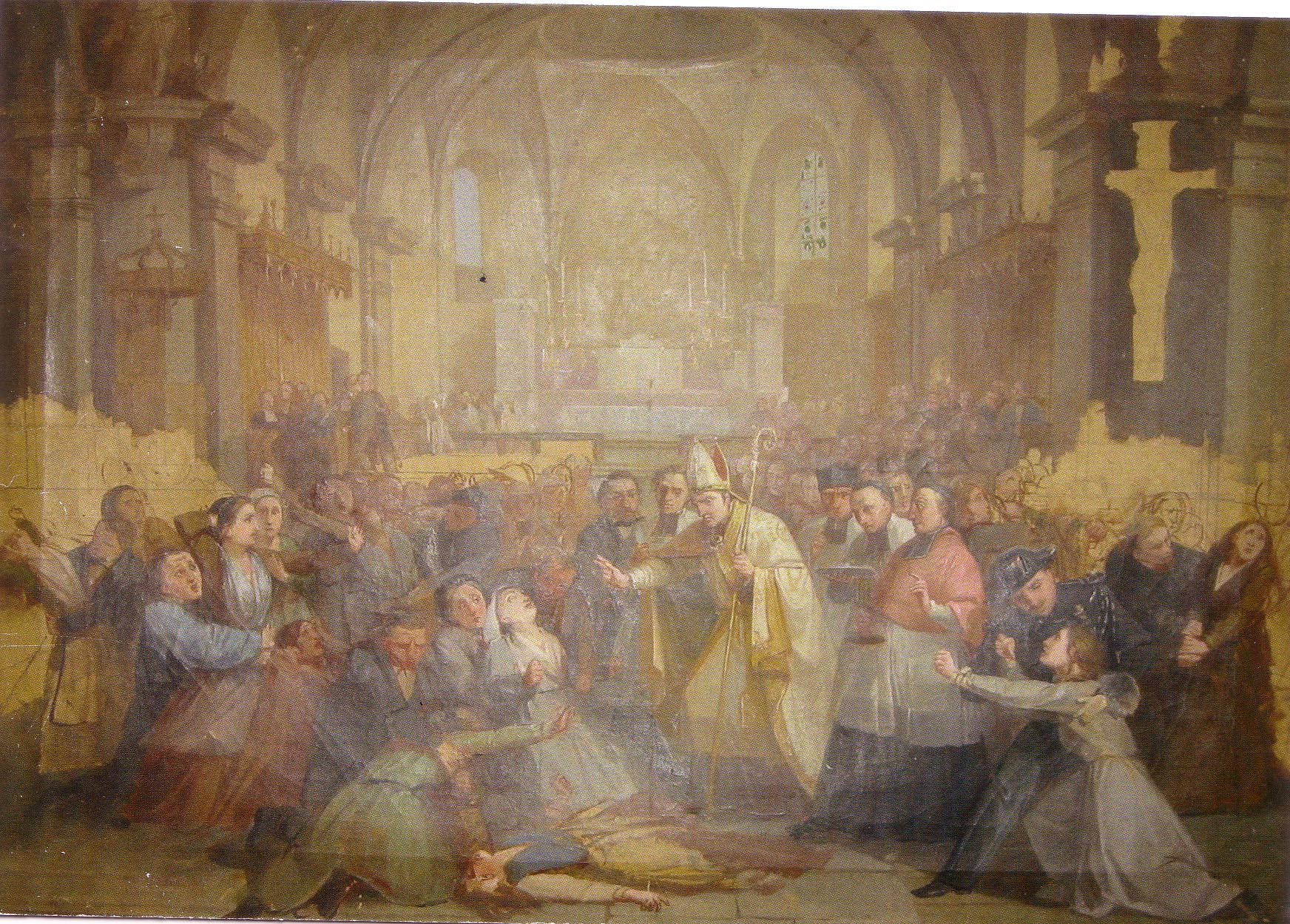
Les possédées de Morzine lors de la cérémonie de confirmation de 1864. Tableau de Laurent Baud, artiste-peintre et ancien maire de Morzine

Les Possédées de Morzine est également un tableau du peintre et ancien maire Laurent Baud.
Cette lettre du sous-préfet de Thonon adressée au préfet de la Haute-Savoie et datée du 4 mai 1864, est particulièrement éloquente. Elle fut rédigée après la cérémonie de confirmation opérée par l’évêque d’Annecy, un des pics de la crise. Le prélat fut agressé dans l'église bondée lors de la cérémonie de confirmation. 
« Le brigadier Fourcade s’est distingué : il souffre de nombreuses blessures occasionnées en voulant secourir l’évêque. Il y a 120 ou 130 malades. Des jeunes filles guéries depuis cinq ans n’ont pu supporter cet effrayant spectacle et sont de nouveau atteintes ; trois enfants de 5 et 6 ans sont tombés en crise (...). La consternation et la peur n’ont jamais été si grandes à Morzine. C’est la population entière qui est malade. Les femmes seules ont des crises, mais tout le monde est frappé, et les esprits ébranlés ne peuvent être rassurés par le fait d’un seul et par le travail d’une année. C’est l’éducation morale de la commune qu’il faut refaire, en même temps que l’on devra appliquer des mesures rigoureuses. Il faut couper net l’influence religieuse. Les exercices religieux, les cérémonies, tout ce qui se rattache d’un point de vue moral ou matériel, la vue d’un prêtre, le son des cloches, sont des causes qui déterminent presque exclusivement les accès des malades. »,
Il y a de nombreuses autres hypothèses, car les crises ont varié dans le temps, d'individuelles, elles sont devenues collectives.  La tension qui régnait entre le clergé et l'administration a souvent envenimé les choses. 